# Вальделакальсада
Вальделакальсада (ісп. Valdelacalzada) — муніципалітет в Іспанії, у складі автономної спільноти Естремадура, у провінції Бадахос. Населення — 2838 осіб (2010).
Муніципалітет розташований на відстані близько 310 км на південний захід від Мадрида, 23 км на схід від Бадахоса.

## Демографія
Динаміка населення (INE ):